# 魔女狩り

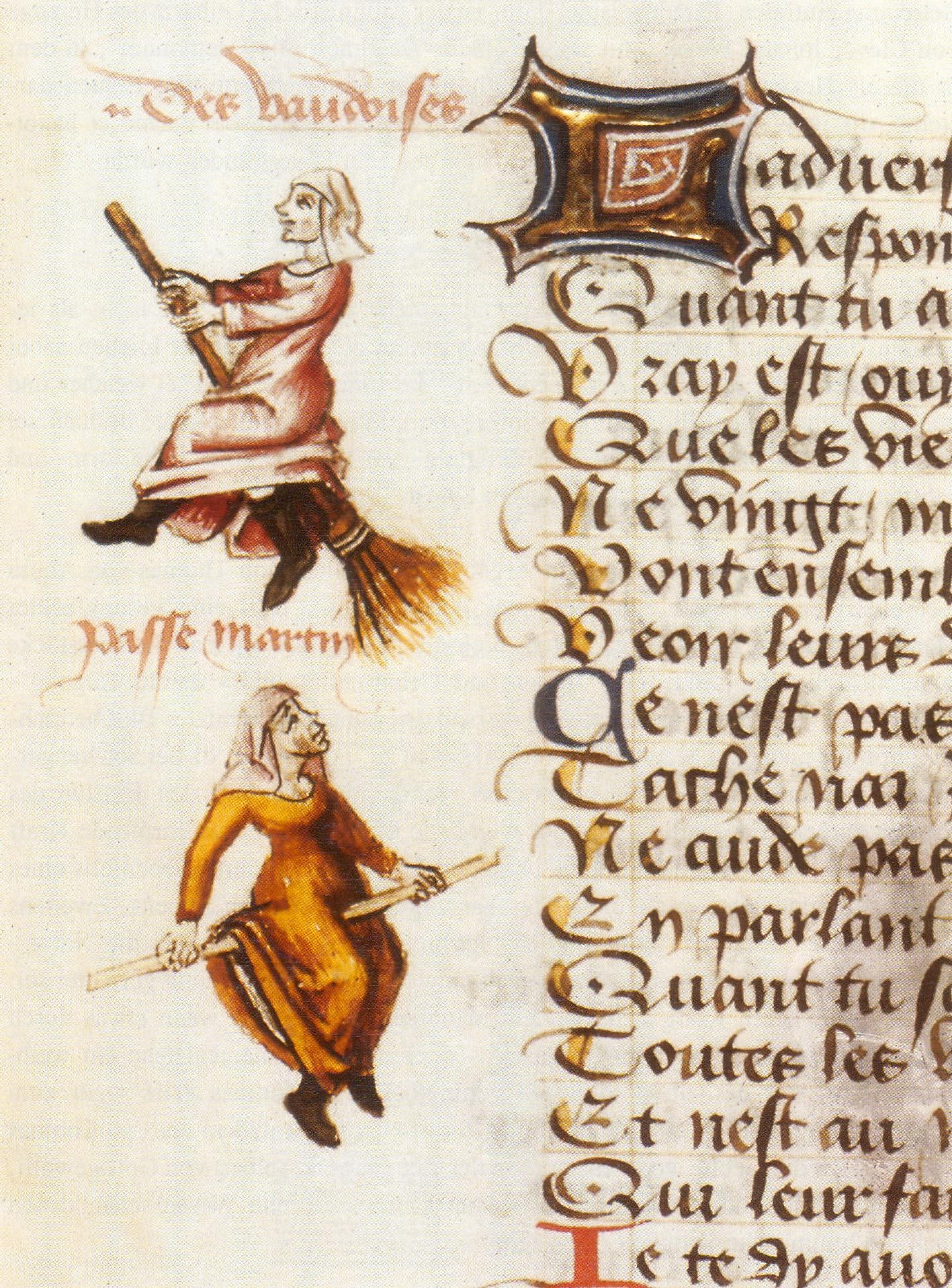
棒にまたがった魔女図像の最初期のもの。マルタン・ル・フランの長編詩『女性の擁護者』の写本（1451年頃）より

魔女狩り（まじょがり、英: witch-hunt）は、魔女とされた被疑者に対する訴追や死刑を含む刑罰、あるいは法的手続を経ない私刑（リンチ）等の迫害を指す。魔術を使ったと疑われる者を裁いたり制裁を加えたりすることは古代から行われていた。ヨーロッパ中世末の15世紀には、悪魔と契約してキリスト教社会の破壊を企む背教者という新種の「魔女」の概念が生まれるとともに、最初の大規模な魔女裁判が興った。そして近世の16世紀後半から17世紀にかけて魔女熱狂とも大迫害時代とも呼ばれる魔女裁判の最盛期が到来した。
かつて魔女狩りといえば、「12世紀以降キリスト教会の主導によって行われ、数百万人が犠牲になった」と言われていた。現代では「近世の魔女迫害の主たる原動力は教会や世俗権力ではなく民衆の側にあり、15世紀から18世紀までに全ヨーロッパで推定4万人から6万人が処刑された」という説が有力である。魔女狩りの様態は時代や地域によって幅があり、様々な社会的、文化的な背景が関係していると考えられている。また、「魔女」とされた者の大半は女性であるが、その一部には男性も含んでいる（セイラム魔女裁判やベナンダンティ弾圧など）。
魔女狩りとは必ずしも過去の出来事ではなく、現代でもアジアやアフリカを中心に行われている（詳細は後述）。例えば、インドでは2000年から2019年までに少なくとも2975人が殺害された他、多くの女性が「魔女」として暴行や追放を受けているという。
魔術や宗教とは関係のない文脈で、過度の犯人捜しやバッシングを批判する際の比喩として「魔女狩り」と表現する事例もある

## ヨーロッパにおける魔女狩り
古代以来、何らかの超自然的な手段で他者を害することのできる人がいると信じられていた。ヨーロッパにおいてこの信仰はラテン語でマレフィキウムと呼ばれる「害悪魔術」の概念につながっていく。
ギリシア語のパルマコン（φάρμακον, pharmakon）は医薬と毒薬という両義性を持つ言葉で、これから古代ギリシアで妖術に相当するパルマケイア （φαρμακεία, pharmakeia）という言葉が派生した。イオニアの古代都市テオースで、毒ないし悪しきまじない（φάρμακα pharmaka, δηλητήρια dēlētēria）で人や国家に危害を加える者は死すべし、という禁令があったことを示す史料があり、他の都市にも同様の掟があったと考えられる。
古代ローマではいかなる魔術も犯罪として処罰の対象であった。共和政ローマ最初期の成文法『十二表法』では、超自然的な方法で他人の畑作物を自分のものにする行為などに対する刑罰が規定されていた。リウィウスの『ローマ建国史』によると、疫病で多数の死者が出た前331年に、170人がウェネフィキウム（veneficium、毒殺ないし妖術）の嫌疑をかけられて処刑された。さらに前2世紀には妖術の廉で数千人規模の人々が処刑される事件が数回起こったという（前184年に約3千人、前182-180年に約9千人）。社会不安の高まりがパニックを引き起こしたことや拷問の横行など、後のヨーロッパの魔女狩りと同様の特徴がみられる。
中世ヨーロッパでも、暴力や窃盗と並んで「呪術によって出た害」も裁きの対象となっていたが、世俗的な犯罪としての妖術には特別重い刑が科されるというわけでなく、他の犯罪と同じように被害に応じた刑が科せられていた。また、同じ呪術でも良い目的に用いられると考えられたもの、いわゆる白魔術は一般的に良いものとみなされていた。中世ヨーロッパの各地では、刑事裁判も民事裁判と同様に告発的訴訟手続を通じて行われており、原告と被告の当事者が対等の立場で争い、地元の有力者が参審人として慣習法に基づいて判決を提案するという形式が取られていた。告訴する側が被告の有罪を証明して裁判官に認めさせることに失敗すると、告発者の方が罰を受けなければならなかった（タリオン法）。被告の無罪を証明する方法として神判や決闘が行われることもあった。記録に残る中世の妖術裁判の事例が少ないのは、そのような訴訟手続では妖術師を裁くことが困難であったためではないか、とノーマン・コーンは論じている。一方、中世の民衆が行った妖術師に対する私刑については、年代記等に様々な事例が記録されている。
かつて「魔女狩り」といえば、「中世ヨーロッパにおいて12世紀のカタリ派の弾圧やテンプル騎士団への迫害以降にローマ教皇庁の主導によって異端審問が活発化し、それに伴って教会の主導による魔女狩りが盛んに行われるようになり、数百万人が犠牲になった」などと語られることが多かった。しかし1970年代以降、様々な研究によってこのようなステレオタイプな見方は覆されることになった。ノーマン・コーンとリチャード・キークヘファー（Richard Kieckhefer）はそれぞれ独自に、それまで14世紀前半の南仏で大規模な魔女迫害が起こったと言われていたのは、実は19世紀の小説家ラモト＝ランゴンの空想の産物を歴史家が真に受けたものにすぎない、ということを明らかにした。実際には、記録に残っている最初の大規模な魔女裁判が起こったのは中世も終わりに近づいた15世紀前半のことであった。異端の追及は行っていても、呪術の問題は管轄外であった異端審問官が魔女狩りと関わりを持つようになるのは、15世紀に入ってからのことである。中世のカトリック教会においては占術や呪術は取り除くべき迷信とされたが、13-14世紀の異端審問官が民衆の呪術的行為に積極的に介入することはなかった。アレクサンデル4世 (ローマ教皇)は1258年に、異端審問官が占術や呪術の件を扱うのは、それが異端であることが明らかな場合に限ると定めた。また、15世紀の初期の魔女裁判においても、審問を行ったのは必ずしも異端審問官ではなく、司教裁判所や世俗裁判所が糾問主義的（＝異端審問的）な裁判手続をもって執行する場合もあった。ヨーロッパ大陸では、中世から続く当事者主義的な訴訟手続は、司直が職権として訴訟を開始し判決までを取り仕切る糾問主義的な訴訟手続に取って代わられた。教会法廷の扱う魔女裁判はやがて減少し、魔女裁判の最盛期には世俗法廷で行われるものが大半となった。この時代、ドイツの一部の村では「委員会」という組織が結成され、住民を代表して魔女を告発するだけでなく、証人を尋問したり、領邦裁判所に圧力をかけたりするなどして魔女迫害を推進した。イングランドでは国王の任命した職業的裁判官が各地方の巡回裁判所で魔女裁判を行った。

### 魔女狩りの展開と衰退
12世紀に始まった異端審問が本格的に魔女を裁くようになったのは15世紀に入ってからであるが、それはヴァルド派が迫害を逃れて潜伏していたアルプス西部地方（スイスのヴァレー州、フランスのドーフィネやサヴォワ）で始められた。ノーマン・コーンによれば、記録に残るものでは1428年にスイスのヴァレー州の異端審問所が魔女の件を扱ったものが最古であるという。元々この地方の異端審問所はワルドー派の追及を主に行っていたため、やがて異端の集会のイメージが魔女の集会のイメージへと変容していくことになる。悪魔を崇拝する、あるいは聖なる物品を侮辱する、子供を捕えて食べるといった魔女の集会の持つイメージはかつて異端の集会で行われていたとされたものそのままであった。孤独で社会的に疎外された魔女というイメージは当時の人々の先入見にあったものではなく、後に生まれた伝承やグリム童話によるものである。
また、魔女の概念は当時のヨーロッパを覆っていた反ユダヤ感情とも結びつき、「子供を捕まえて食べるかぎ鼻の人物」という魔女像が作られていった。魔女の集会がユダヤ人にとって安息日を意味する「サバト」という名称で呼ばれるようになるのも反ユダヤ感情の産物である。このように人々の間に共通の魔女のイメージが完成したのが15世紀のことであった。

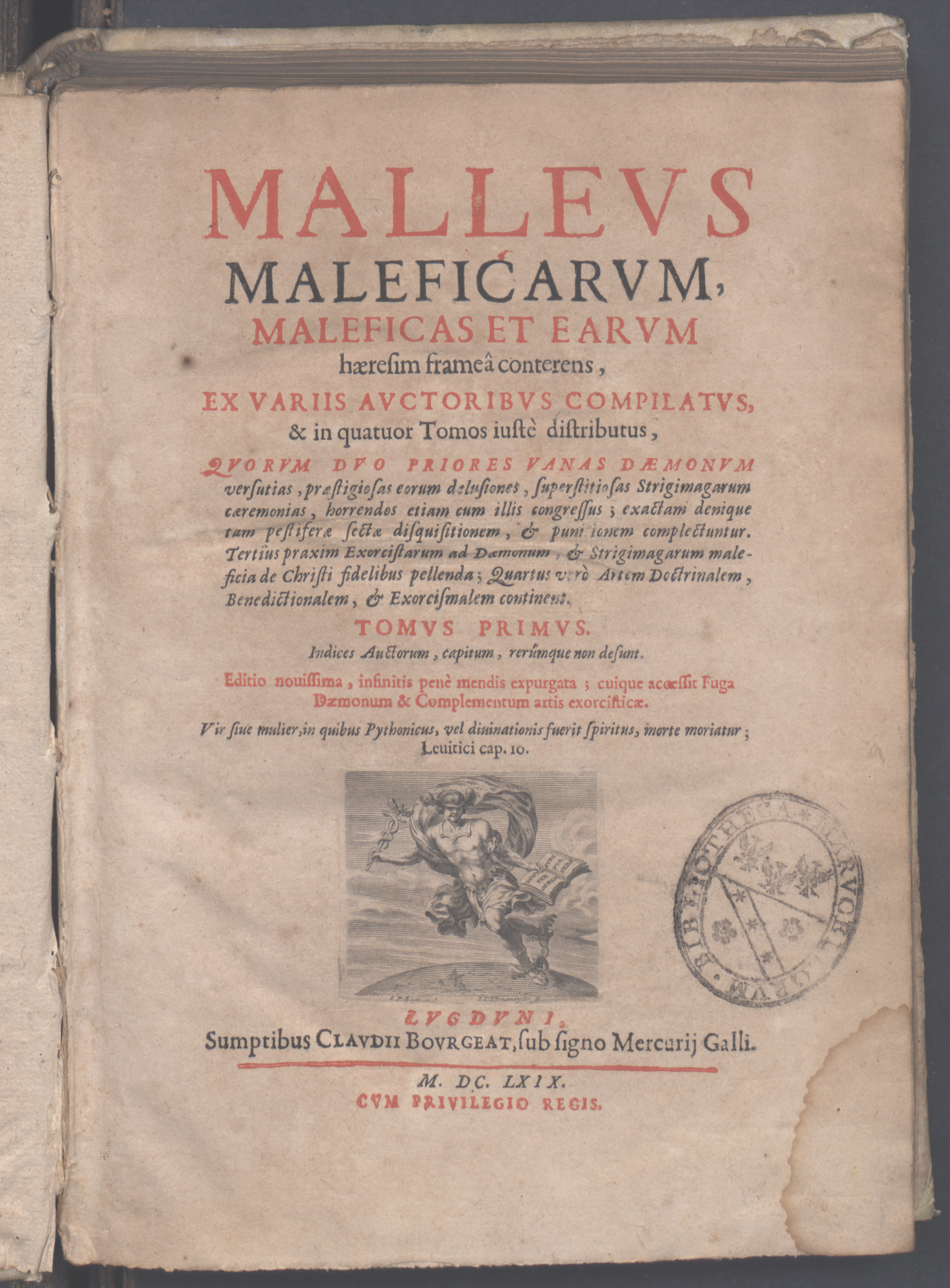
『魔女に与える鉄槌』題扉

15世紀に入ると、魔女と妖術に関する書物が一種のブームとなる。たとえばニコラ・ジャキエの『異端の魔女の鞭』（Flagellum Haereticorum Fascinariorum, 1450年）やウルリヒ・モリトールの『魔女と女予言者について』（De lamiis et phitonicis mulieribus, 1489年）などがあり、特に有名なものとしてドミニコ会の異端審問官であったハインリヒ・クラーマーによって書かれた『魔女に与える鉄槌』（1486/87年）がある。
魔女狩りに対しては当時から多くの反対意見があったが、その中で特に大きな影響を与えたのがヨーハン・ヴァイヤーであった。1563年に『悪霊の幻惑について』（De Praestigiis Daemonum）を発表し、『魔女に与える鉄槌』を「まったく根拠も信仰もない」と非難している。その一方で、「やっかいな悪魔に誘惑された高位高官の人びとに対する真からの同情心」が執筆の動機であるとして、魔女狩りは悪魔の誘惑によるものであり責任は悪魔にあるとの説を展開し、これまで魔女裁判を行った者への配慮も怠らなかった。同書は大きな反響を呼び、多くの地方において魔女裁判が寛大かつ慎重に行われるようになり、魔女だとされたものが同書の論理で弁明をすることもあった。第三版の刊行時にヴァイヤーは神聖ローマ帝国皇帝フェルディナント1世に「不当な魔女裁判の助長を差し押さえる特権」を請願して認められている。しかしながら、次第に魔女狩りを行う地方が増加していき、ヴァイヤーが『悪霊の幻惑について』を執筆した地においても1581年には水審と拷問が復活している。
魔女狩りの最盛期は16世紀から17世紀であったが、17世紀末になって急速に衰退していく。なぜ魔女狩りが衰退したのかということについては様々な説があるが、どれも決め手に欠くきらいがある。たとえば17世紀はガリレオ・ガリレイ（1564年-1642年）、ルネ・デカルト(1596年-1650年)、あるいはアイザック・ニュートン（1643年-1727年）など近代的な知性の持ち主たちが次々と登場し、出版物によって人々の意識を変えた時代であったため、前近代的な魔女狩りが一気に衰退したという説明がされることがある。しかしこのような見方はあくまで現代人の見方である。印刷術が普及したといってもメディアの発達していない当時の社会では、ある思想が社会階級や国境を越えて普及するのには長い時間が必要であり、ニュートンが錬金術に夢中であったことからわかるように、当時の先端を行く科学者たちですら、前近代的な思考様式から脱していなかったことを理解する必要がある。
ただ、17世紀末期になると知識階級の魔女観が変化し、裁判も極刑を科さない傾向が強まったこと、カトリック教会もプロテスタントもともに個人の特定の行為の責任は悪魔などの超自然の力でなく、あくまでも個人にあるという概念が生まれてきたことは確かなことである。依然として一般庶民の間では魔女や妖術への恐怖があって「魔女」の告発が行われても、肝心の裁判を担当する知識階級の考え方が変化して、無罪放免というケースが増えたことで、魔女裁判そのものが機能しなくなっていった。イングランドで1624年に制定された魔女対策法が廃止されたのは1736年であり、最後の40年間はこの法律によって死刑となった者はいなかった。しかしながら、これを引き継いだ1735年妖術行為禁止令は、1951年に詐欺的霊媒行為禁止令に取って代わられるまで存続し、第二次世界大戦中の1944年にヘレン・ダンカンが最後の拘留者となった。この逮捕は、彼女によってノルマンディー上陸作戦の計画が露見するかもしれないことを恐れたイギリス軍情報部の要請によるものとも言われている。1735年妖術行為禁止令は1983年までアイルランドで施行され続けた（が、実際に適用されることはなかった）。パレスチナを委任統治していたイギリスの法制度を導入したイスラエルでは、現在でも施行され続けている。詳細は「en:Witchcraft_Act#1735_Act」を参照。

## 魔女裁判の方法

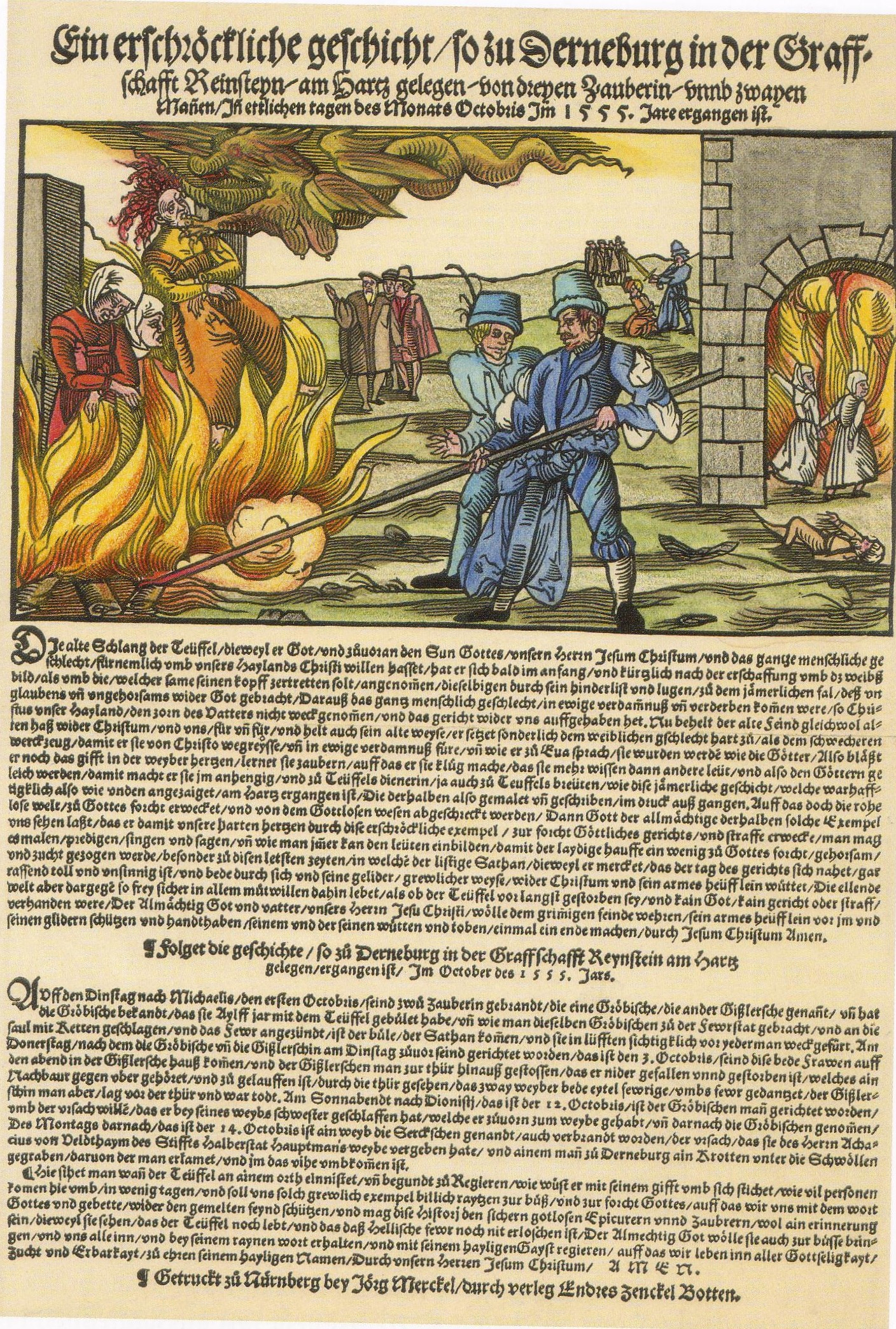
魔女の火刑

魔女狩りの根拠とされたのは旧約聖書『出エジプト記』22章18節の「女呪術師を生かしておいてはならない」 (מְכַשֵּׁפָה
לֹא תְחַיֶּה [məḵaššēṕāh lō’ təḥayyeh]) という記述である。ここで言う女呪術師、原語メハシェファ (מְכַשֵּׁפָה) とは、「魔法を掛ける」「魅惑する」という意味の動詞キシェフ (כִּשֵּׁף [kiššēṕ]) と語根を同じくする女性名詞である。この「魔術を行う女性」というほどの曖昧な表現が、ヴルガータでは「妖術師」 (maleficos)、欽定訳聖書（1611年）では「魔女」（witch）という言葉に訳され、当時の人々のイメージに合わせて書き換えられた。このため、この部分が魔女狩りの聖書における根拠になりうると考えられた。
魔女として訴えられた者には、町や村、もしくはその近郊に住む女性で、貧しく教養がない、あるいは友人が少ないといった特徴を持つ者が多かったようである。近代に入ってもカトリック教会、プロテスタントを問わず、宗教界の権威者たちは非キリスト教的な思想を嫌った。それで旧約聖書にあるヘブライ人たちの多神論への攻撃にその論拠を求めたものであった。
裁判において訴えられた者が魔女であるか否かは取調べによって明らかにされた。取調べでは拷問が用いられることもあり、最も残酷なものとしては熱い釘をさしたり、指を締め上げたりといった方法も用いられた。ただ、このような拷問が全員に対して行われたわけでなく、拷問の使用の是非は地域や取調官の性格によっていた。たとえば清教徒革命の時代（17世紀）にイギリス東部で「魔女狩り将軍」を名乗ったマシュー・ホプキンスなる人物がいた。彼は魔女と思しき人物を探し出し、体にある「魔女のしるし」を見つけては魔女であることを確定していた。ホプキンスは魔女狩りの歴史において最悪の「魔女発見人」の一人であるが、彼の取り調べた件であっても、訴えられた人が全て魔女とされたわけではなく、無罪放免になったケースも多かったことが明らかになっている。ホプキンスの取調べでは、拷問が用いられ、拷問によって本人の自白を強要し、あるいは知人や隣人に証言させるという方法を用いた。
処刑法としてはヨーロッパ大陸では焚刑（火あぶり）が多く見られたが、イギリスでは絞首刑が主流であった。他にも溺死刑などがあった。
『拷問の歴史』 (The History of Torture Throughout the Ages) の中でジョージ・ライリー・スコットによると、魔女の疑いをかけられた者に対しての取調べや拷問は、通常の異端者や犯罪者以上に過酷なものでなければならないという通念があり、魔女に対する取調べのために新しく考案された拷問もあったという。

### 時期と地域、犠牲者数
魔女狩りはかつて「長期にわたって全ヨーロッパで見られた現象」と考えられていたが、現代では時期と地域によって魔女狩りへの熱意に大きな幅があったことがわかっている。全体として言えることは、魔女狩りが起きた地域はカトリック、プロテスタントといった宗派を問わないということであり、強力な統治者が安定した統治を行う大規模な領邦では激化せず、小領邦ほど激しい魔女狩りが行われていたということである。その理由としては、小領邦の支配者ほど社会不安に対する心理的耐性が弱く、魔女狩りを求める民衆の声に動かされてしまったことが考えられる。
時期を見ると16世紀後半から17世紀、さらに限定すると中央ヨーロッパでは1590年代、1630年頃、1660年代などが魔女狩りのピークであり、それ以外の時期にはそれほどひどい魔女狩りは見られなかった。
地域別に見るとフランスは同じ国内でも地域によって差があった。ドイツでは領邦ごとの君主の考え如何で魔女狩りの様相に違いがあった。イタリア、ヴェネツィアでは裁判は多かったが、鞭打ちで釈放され、処刑はほとんどなかった。スウェーデンでは強力な王権の下で裁判手続が厳守されており、三十年戦争期には占領したドイツ領邦で魔女狩りを抑止していたが、17世紀中頃より大規模な魔女狩りが発生している。スペイン（バスク地方を除く）では異端審問が行われていたが、これが魔女狩りに発展することはなかった。オランダでは1610年を最後に魔女が裁判にかけられていない。ポーランド、少し遅れて18世紀のハンガリーでは激しい魔女狩りが起こった。イングランドでは1590年代がピークであったがすぐに衰退した。対照的に、イングランドに隣接し1717年以降同君連合を形成していたスコットランドでは1590年代から1660年代と長きにわたっており、一方、アイルランドではほとんど見られなかった。イギリスの北アメリカ植民地ではあまり見られなかったが、1692年にニューイングランドのセイラムで起こった大規模な魔女騒動（セイラム魔女裁判）が例外的な事件であった。それゆえに人々に衝撃を与え、独立後もアメリカ合衆国の歴史に暗い影を落とした。同時に、魔女狩りの当事者による公的な謝罪が行われた唯一の事件でもあった。
魔女狩りの犠牲者に関しての最も極端な説は、18世紀の歴史家ゴットフリート・クリスティアン・フォイクトの用いた算出方法に基づく900万人である。これはあまりに極端であるとしても、かつて魔女狩りについて（客観的な根拠がないまま）犠牲者数が数十万人から数百万人と見積もられていた時代もあった。しかし近年行われている一次史料からの推計に基づいた1428年から1782年までの魔女裁判による全ヨーロッパの処刑者数は、ヴォルフガング・ベーリンガー、ロビン・ブリッグス (Robin Briggs)、ロナルド・ハットンといった研究者らが各々提示している推定値を共約すると最大4万人となる。なお、地域共同体内での私刑にあった者の数を知ることは全く不可能なため、この犠牲者の数には含まれない。
1782年にスイスで行われた裁判と処刑が、ヨーロッパにおける最後の魔女裁判であるとされる。

### 魔女狩りの理由をめぐる諸説
魔女狩りの背景には、女性への敵視や金銭欲など多くの要因が絡んでおり、歴史家たちは魔女狩りの理由について多くの説を提示してきた。

#### 女性迫害説
魔女狩りの犠牲者のうち7割から9割ほどが女性であり、主たる要因としては女性への迫害が挙げられる。犠牲者は一人暮らしの老婆が多く、貧困層の女性が狙われやすかったという。ただし、男女や年齢の割合については地域や時代によるブレもある。この問題に焦点が当てられたのは20世紀に入ってからと遅いが、メアリ・デイリーはこれを、魔女狩り研究のほとんどが「女性を処刑する側の視点」から行われてきたためだと指摘している。

#### 金銭目当て説
ドイツの歴史家ヴィルヘルム・ゾルダンは19世紀末に、権力者や教会関係者の金銭欲が魔女狩りの契機になっていたということを示唆し、それに続く歴史家もこの見方を信じていた時期があった。しかし、概して被告の多くは貧しい人々であり、告発者も通常は利益を得ることができなかった。多額の魔女裁判費用を賄うために被告の財産を没収する地域もあれば、財産没収を行わない領邦もあった。17世紀に活動したケルン選帝侯領の魔女派遣委員フランツ・ブイルマンは「中立的な学識法曹」を自称する助言者として魔女裁判を取り仕切り、時には拷問中に亡くなった裕福な女性の財産をせしめることもあったが、これは特殊な事例である。

#### 異教説
エジプト研究家・民俗学者のマーガレット・マリーは、異端審問官らに悪魔の代理とみられた魔女たちは実はキリスト教よりも古い神ディアヌスを崇拝していたのだという説を1920年代から提唱した。その説によれば、ディアヌス崇拝こそが中世ヨーロッパに底流していた有力な宗教であり、表層のキリスト教信仰に対する強敵であった。そして宗教改革期にキリスト教支配が民衆に浸透した結果、キリスト教の敵である魔女にたいする迫害が可能になったというのである。マリーの説のように古来の豊穣崇拝が異教的伝統として生き残っていたという見解は、のちにはカルロ・ギンズブルグなどの研究でも示唆されている。しかし当時の人々のなかに明確な異教信仰があったという証拠はなく、ギンズブルグらの利用した史料の情報提供者である農民たちも第一義的にはキリスト教徒であった。

#### 女性医療師弾圧説
19世紀のフランスの歴史家ジュール・ミシュレの想像した魔女像には、古くからの民衆の医者という側面がある。カトリック教会は医学を学んだことのない女性治療師を魔女として有罪宣告したのだとミシュレは述べた。アメリカのフェミニスト研究者バーバラ・エーレンライクとディアドリー・イングリッシュ (Diedore English) は、「魔女とされた人々は女性医療師たちであり、魔女の集会とは、女性医療師たちによる情報交換の場であった」と考え、「魔女狩りとは世俗権力や教会の指導者たる男性たちによる女性医療師への大規模な弾圧であった」と主張した。しかし、この理論ではなぜ農民自身が魔女狩りを推し進めたのか、魔女狩りの被告となった少なからぬ数の男性たちがいた事実をどう説明するのかなど、理論としての精確さに欠けている。そのため、これらの説は現代の研究者たちには受け入れられていない。

#### 災禍反応説
20世紀に、魔女狩りが戦争や天災に対する庶民の怒りのスケープゴートであり、ペストや戦争などの災禍が起こっていた時期と地域が、魔女狩りの活発さと関連していると主張する説が現れた。しかし実際には三十年戦争のピーク時には魔女狩りが沈静化しているなど、災禍と魔女狩りにはっきりとしたつながりは見られない。

#### 宗派的角逐説
イギリスの歴史家ヒュー・トレヴァー＝ローパーらは、「魔女狩りはカトリックとプロテスタントの宗派間抗争の道具であった」と主張した。カトリック優位の地域ではプロテスタント市民が、逆にプロテスタント優位の地域ではカトリック市民が、それぞれ魔女として迫害されたということである。しかし、この説も対立する宗派の人間がほとんどいなかったイングランドのエセックス州、スイスのジュネーヴ、イタリアのヴェネツィア、スペインとフランスにまたがるバスク地方などにおいて激しい魔女狩りが行われ、逆にカトリックとプロテスタントが激しく争ったアイルランドやオランダなどで魔女狩りがほとんどなかったことを説明できない。

#### 社会制御手段説
ラーナーとJ・H・エリオット（J. H. Elliott）、ロベール・ミュシャンブレッドは、魔女狩りは権力者が弱者に対する支配を拡大強化のために使ったとする、社会制御手段説を主張した。この理論は、もっともだと思われる点がある一方で、権力者が白魔術に対して寛容であったのはなぜか、あるいはなぜ教会や世俗権力が中央集権化した中世盛期に魔女と魔術を放置しており、近世初期になって突如魔女狩りが始まったのかを説明できない、権力者を一概に悪に決め付けているなどの批判がある。

#### 固く信じられていた魔女の存在
デルカンブル（E.Delcambre）は、ロレーヌの魔女裁判における裁判官と被疑者の心理について研究した。この研究によれば、裁判官は高潔な人々であり、被疑者が心の平安を得ることを真剣に望んでいた。また被疑者たちのなかにも、自らは魔女であり心から自分が有罪だと信じている者もいた。このように魔女の存在が固く信じられていたことは、裁判の進行に重要な役割を果たした。こうした特徴は、ドイツ、イタリア、スペインの魔女裁判でも示された。
立法者や裁判官を含む多くの人々が魔女の存在を固く信じていたから近世ヨーロッパの法廷で魔女が有罪とされたと、ジェフリ・スカールとジョン・カロウは結論づけている。

### 魔女狩りと近代憲法の原則
国家の刑罰権に対するデュー・プロセス・オブ・ロー（適法手続き）や罪刑法定主義は中世の魔女裁判や残虐刑などの繰り返しに対する民衆の戦いを通じてまとめあげられてきた、と日本の法学者隅野隆徳は述べている。デュー・プロセス・オブ・ローや罪刑法定主義などの人身の自由の原則は、バージニア権利章典（1776年起草）やフランス人権宣言（1789年議会採択）、アメリカ合衆国憲法修正条項（1791年実施）などに定められ、近代憲法の原則となった。

### 魔女狩りへの謝罪
スコットランド首相ニコラ・スタージョンは2022年の国際女性デー（3月8日）に、スコットランド国教会は同年5月末に、それぞれスコットランドにおける魔女狩りについて謝罪した。

## 現代の魔女狩り
南アジア、アフリカ、オセアニアの一部で現代でも妖術や精霊の存在、シャーマニズムが信じられており、一部の暴徒によって私刑という形で魔女狩りが行われている。

### 南アジア
インドでは、2008年3月頃にテレビで農村部の魔女狩りの様子が放映され、女性を暴行したとして6人が逮捕された。2013年、オリッサ州では、魔女狩りを抑止するために魔術を理由にした中傷や嫌がらせに対し、最高禁錮3年の刑を科す法律が制定されたが被害は後を絶たない。2016年、インド東部の農村地帯を中心に魔術を使ったとして殺害された被害者は134人に上った。背景としては、女性が結婚後に夫の家に入って立場が弱くなるなどインド社会の女性差別、教育水準の低さから迷信を脱却できない人が多いことが指摘されている。魔女狩り撲滅をめざす啓発や被害者救済の運動もある。働きかけが実って2018年にはアッサム州でも魔女狩り禁止法が施行され、他人を魔女呼ばわりした場合は懲役3～7年を科すことになったが、住民が非協力的で警察による捜査は難航することが多い。
ネパールでは村のシャーマンに魔女の疑いをかけられリンチされる事件が発生しており、政府が魔女狩り対策法により罰則を強化するなど対策を進めている。一方でネパールで最下層民とされるダリットは救済されないことも多い。

### アフリカ
ナイジェリアでは魔女の疑いが掛けられた子供たちが「魔女ではない」として抗議活動を行っている。
ガンビアでは魔女の疑いがかけられ千人ほどが拘束され、ヤヒヤ・ジャメ大統領自身が魔女狩りへの関与をしていると、アムネスティ・インターナショナルから報告されている。
タンザニアでは、不妊や貧困、商売の失敗、飢え、地震などの災厄は魔女の仕業という迷信が根強く残っている。「魔女狩り」と称した女性殺しが横行しており、現地の人権団体「法的権利と人権センター（Legal and Human Rights Centre、LHRC）」は、毎年500人が「魔女狩り」に遭っており、2005-11年の間に約3000人が殺害されたと報告している。
ガーナでは魔女と疑われ追放された高齢の女性や子供らといった人々が逃げ込むキャンプが北部だけでも5カ所存在し、約500人が暮らしている。2020年に魔女と疑われた90歳の女性が住民から暴行を受け死亡した事件が発生し、2023年7月28日に魔女狩りを禁止する法律案が国民議会を通過した。

### 中東
イスラム教国のサウジアラビアでは21世紀の現在も合法的に魔女狩りが行われており、イスラム宗教省の魔法部で魔法使いに魔法をかけられた場合にどうしたらよいか電話相談を受け付けている。公的機関が本気で実施しており、相談内容に信憑性がある場合には実際に調査、逮捕、起訴が行われ、実際に魔女とされる人物が死刑執行されている。また、魔女の摘発は宗教警察である勧善懲悪委員会が行っている。サウジアラビアの法律では直接的に魔術の使用を犯罪として定義した法律そのものはないが、人間が魔法などの超自然的な力を持つと主張したり、信じることはアッラーフ（アラー）への冒涜であるとされており、アラーへの冒涜には死刑が適用される。魔法が死刑適用もありえる重罪ではあるが、現在でも地方では土着信仰の魔術を行う人物がいて、年に数件は摘発されている。サウジアラビアの裁判制度は2009年時点でも政教一体のイスラム法に基づく宗教裁判であり、イスラム教ワッハーブ派の信仰を基準とした異端審問としての性格を持っている。実際に2005年5月に魔術を使用した霊媒師の女性に死刑が執行されている。ヒューマン・ライツ・ウオッチは魔女への死刑撤回を求めている。2009年11月9日にもレバノンの霊能力者が死刑判決を受けている。

### オセアニア
パプアニューギニアのマウントハーゲンでは2013年2月に、20歳の女性が魔術で息子を殺したとして暴徒に焼き殺される事件があった。現地の警察も多数の暴徒を制止できず、惨劇を防げなかった。エンガ州などの山岳域には、魔女狩りなどの習慣はなかったが、2010年代の環境の変化は黒魔術の仕業と考える住民も多く、数年間に少なくとも20件の殺人と数十件の襲撃事件が発生している。